# Zollrevisor
Ein Zollrevisor in der Schweiz ist ein Angestellter des Innendienstes eines Zollamtes.
Das Aufgabengebiet umfasst unter anderem die Erhebung der Leistungsabhängigen Schwerverkehrsabgabe (LSVA), Transitabfertigungen von Fahrgästen der Eisenbahnen oder Binnenschifffahrt und dem Güterverkehr.
Zollrevisoren kommen zudem auch in den Flughäfen von Zürich und Genf bei der Zollkontrolle im Reisendenverkehr zum Einsatz (Stichprobenkontrolle anmeldepflichtiger Güter bzw. Bekämpfung von Schmuggel oder Geldwäscherei).